# Deborah Allen
Deborah Allen (* 30. September 1953  als Deborah Lynn Thurmond in Memphis, Tennessee) ist eine US-amerikanische Country-Sängerin und Songwriterin.

## Leben

### Anfänge
Schon zu Schulzeiten sang Deborah in einer Band. 1970 zog sie nach Nashville, wo sie zunächst als Kellnerin arbeitete. Eines Tages tauchte Roy Orbison in ihrem Restaurant auf. Sie sprach den großen Star an und erhielt daraufhin einen Job als Sängerin in seiner Begleitband. Als nächster Karriereschritt folgte ein Engagement im unweit von Nashville gelegenen Opryland Vergnügungspark. Danach begleitete sie Tennessee Ernie Ford auf seiner Russlandtournee. Der Einstieg in die Musikszene war damit geschafft.
Nach einem zweijährigen Aufenthalt in Kalifornien kehrte sie 1977 nach Nashville zurück, wo sie sich zunächst als Songwriterin versuchte. 1979 wurde sie von der Witwe des fünfzehn Jahre zuvor verstorbenen Jim Reeves als „anonyme Duettpartnerin“ ausgewählt. Ihre Stimme wurde zu Archivmaterial der Country-Ikone hinzugemischt. Die drei so entstandenen Singles schafften es tatsächlich zwischen Juli 1979 und März 1980 in die Top-10. Im Anschluss an diesen Erfolg erhielt sie vom Capitol-Label einen Schallplattenvertrag.

### Karriere
1980 wurde ihr Debüt-Album Trouble In Paradise veröffentlicht. Die Single-Auskopplungen You (Make Me Wonder Why) und Nobody's Fool schafften es in die Top-20 der Country-Charts. 1982 heiratete sie den Songwriter und Produzenten Rafe Van Hoy, der für RCA arbeitete. Die Ehe scheiterte in den 1990er Jahren. Allen wechselte zu RCA und hatte dort 1983/1984 drei Top-10-Hits. Gemeinsam mit Van Hoy schrieb sie den Song Baby I Lied, der Platz 4 der Country-Charts und Platz 26 der Pop-Charts erreichte. Es war ihr einziger Crossover-Erfolg. Die folgende Single I've Been Wrong Before hielt sich Anfang 1984 zwei Wochen auf Platz zwei, und im Sommer 1984 erreichte sie mit I Hurt For You zum letzten Mal die Top-10. Nach Vollendung ihres ersten RCA-Albums, Let Me Be The First, konzentrierte sie sich vorübergehend auf das Songschreiben. Für Janie Fricke komponierte sie den Top-Hit Don’t Worry ‘Bout Me Baby. Weitere Songs schrieb sie unter anderem für Tanya Tucker und LeAnn Rimes. Ein musikalischer Richtungswechsel, mehr R&B und Funk, mit dem Album Telepathy (1987), für das unter anderem auch Prince unter dem Pseudonym Joey Coco einen Song beigesteuert hatte, blieb erfolglos.
Nach einigen ruhigeren Jahren gelang Allen Anfang der 1990er Jahre ein Comeback. Patty Loveless hatte mit einer Allen-Komposition 1991 einen Top-3-Hit in den Country-Charts mit Hurt Me Bad (In a Real Good Way). Allen selbst unterschrieb einen neuen Plattenvertrag beim Label Giant. Hier entstand 1993 das Album Delta Dreamland, das überwiegend selbstkomponierte Songs enthält. Mit der ausgekoppelten Single Rock Me (In The Cradle Of Love) war Allen erstmals seit 1984 wieder in den Country-Charts vertreten, der Titel erreichte jedoch lediglich Platz 29. Ein Jahr später folgte das Album All That I Am.
1998 wechselte sie zum Label Curb. Hier erschien 2000 The Best of Deborah Allen.
Allen ist weiterhin als Musikerin auf Tour und veröffentlichte zuletzt Hear Me Now (2011) und Rockin’ Little Christmas (2013). Der Titelsong des Weihnachtsalbums wurde zur gleichen Zeit auch von Brooks & Dunn aufgenommen und erreichte Platz 57 in den Country-Charts.
2016 veröffentlichte Allen ihr erstes Kinderbuch, The Loneliest Christmas Tree.

## Diskografie

### Alben
| Jahr | Titel               | Höchstplatzierung, Gesamtwochen, AuszeichnungChartplatzierungen (Jahr, Titel, Platzierungen, Wochen, Auszeichnungen, Anmerkungen) | Höchstplatzierung, Gesamtwochen, AuszeichnungChartplatzierungen (Jahr, Titel, Platzierungen, Wochen, Auszeichnungen, Anmerkungen) | Anmerkungen                         |
| Jahr | Titel               | US | Country | Anmerkungen                         |
| ---- | ------------------- | --- | --- | ----------------------------------- |
| 1984 | Let Me Be the First | — | Country52 (6 Wo.)Country | Erstveröffentlichung: Dezember 1984 |
| 1993 | Delta Dreamland     | — | Country55 (6 Wo.)Country | Erstveröffentlichung: Februar 1993  |

Weitere Veröffentlichungen
- 1980: Trouble in Paradise
- 1987: Telepathy
- 1994: All That I Am
- 2000: The Best of Deborah Allen
- 2000: Hands On
- 2000: Deb in the Raw
- 2006: Memphis Princess
- 2011: Hear Me Now
- 2013: Rockin’ Little Christmas

### Kompilationen
- 1998: Anthology

### EPs
| Jahr | Titel           | Höchstplatzierung, Gesamtwochen, AuszeichnungChartplatzierungen (Jahr, Titel, Platzierungen, Wochen, Auszeichnungen, Anmerkungen) | Höchstplatzierung, Gesamtwochen, AuszeichnungChartplatzierungen (Jahr, Titel, Platzierungen, Wochen, Auszeichnungen, Anmerkungen) | Anmerkungen                          |
| Jahr | Titel           | US | Country | Anmerkungen                          |
| ---- | --------------- | --- | --- | ------------------------------------ |
| 1984 | Cheat the Night | US67 (20 Wo.)US | Country10 (47 Wo.)Country | Erstveröffentlichung: September 1983 |

### Singles
| Jahr | Titel Album                                     | Höchstplatzierung, Gesamtwochen, AuszeichnungChartplatzierungen (Jahr, Titel, Album, Platzierungen, Wochen, Auszeichnungen, Anmerkungen) | Höchstplatzierung, Gesamtwochen, AuszeichnungChartplatzierungen (Jahr, Titel, Album, Platzierungen, Wochen, Auszeichnungen, Anmerkungen) | Anmerkungen                       |
| Jahr | Titel Album                                     | US | Country | Anmerkungen                       |
| ---- | ----------------------------------------------- | --- | --- | --------------------------------- |
| 1980 | Nobody’s Fool Trouble in Paradise               | — | Country24 (15 Wo.)Country |                                   |
| 1981 | You (Make Me Wonder Why)                        | — | Country20 (11 Wo.)Country |                                   |
| 1982 | You Look Like the One I Love                    | — | Country33 (10 Wo.)Country |                                   |
| 1982 | After Tonight                                   | — | Country82 (3 Wo.)Country |                                   |
| 1983 | Baby I Lied Cheat the Night                     | US26 (21 Wo.)US | Country4 (24 Wo.)Country | Erstveröffentlichung: August 1983 |
| 1984 | I’ve Been Wrong Before Cheat the Night          | — | Country2 (24 Wo.)Country |                                   |
| 1984 | I Hurt for You Cheat the Night                  | — | Country10 (20 Wo.)Country |                                   |
| 1984 | Heartache and a Half Let Me Be the First        | — | Country23 (17 Wo.)Country |                                   |
| 1992 | Rock Me (In the Cradle of Love) Delta Dreamland | — | Country29 (20 Wo.)Country |                                   |
| 1993 | If You’re Not Gonna Love Me Delta Dreamland     | — | Country44 (13 Wo.)Country |                                   |
| 1994 | Break These Chains All That I Am                | — | Country66 (2 Wo.)Country |                                   |

Weitere Veröffentlichungen
- 1976: Do You Copy
- 1980: You Never Cross My Mind
- 1982: Let’s Stop Talkin’ About It
- 1984: Rockin’ Little Christmas
- 1987: Telepathy
- 1987: You’re the Kind of Trouble
- 1993: All the Loving and Hurting Too
- 1994: Wrong Side of Love
- 1999: Is It Love Yet
- 2009: There’s a Last Time for Everything
- 2010: Amazing Graceland
- 2010: Redneck Christmas (mit Cledus T. Judd)
- 2011: Anything Other Than Love

### Kollaborationen
| Jahr | Titel Album                                              | Höchstplatzierung, Gesamtwochen, AuszeichnungChartplatzierungen (Jahr, Titel, Album, Platzierungen, Wochen, Auszeichnungen, Anmerkungen) | Höchstplatzierung, Gesamtwochen, AuszeichnungChartplatzierungen (Jahr, Titel, Album, Platzierungen, Wochen, Auszeichnungen, Anmerkungen) | Anmerkungen    |
| Jahr | Titel Album                                              | US | Country | Anmerkungen    |
| ---- | -------------------------------------------------------- | --- | --- | -------------- |
| 1979 | Don’t Let Me Cross Over                                  | — | Country10 (14 Wo.)Country | mit Jim Reeves |
| 1979 | Oh, How I Miss You Tonight Don’t Let Me Cross Over       | — | Country6 (15 Wo.)Country | mit Jim Reeves |
| 1980 | Take Me in Your Arms and Hold Me Don’t Let Me Cross Over | — | Country10 (16 Wo.)Country | mit Jim Reeves |